# Ogólnopolski Konkurs Tańca im. Wojciecha Wiesiołłowskiego
Ogólnopolski Konkurs Tańca im. Wojciecha Wiesiołłowskiego w Gdańsku – konkurs tańca uczniów szkół baletowych.

## Organizatorzy
- Ministerstwo Kultury i Dziedzictwa Narodowego – Centrum Edukacji Artystycznej w Warszawie
- Ogólnokształcąca Szkoła Baletowa im. Janiny Jarzynówny-Sobczak w Gdańsku
- Opera Bałtycka w Gdańsku

## Historia
Ogólnopolski Konkurs Tańca im. Wojciecha Wiesiołłowskiego w Gdańsku, to najważniejszy konkurs tańca baletowego w Polsce. O jego renomie świadczy choćby fakt, że w pierwszej edycji konkursu w kategorii solistów nagrodzono Alicję Boniuszko, primabalerinę Państwowej Opery Bałtyckiej w Gdańsku.
Historia konkursów baletowych w Polsce sięga 1959 roku. W powojennej rzeczywistości Polska była pierwszym państwem w Europie, które podjęło tę inicjatywę. Pierwszy i drugi Konkurs odbył się w Warszawie. Po kilkuletniej przerwie, wysiłkiem dyrektora Bronisława Aubrechta Prądzyńskiego konkurs został przeniesiony do Gdańska, gdzie od 1979 roku organizowany jest regularnie co dwa lata. Obecnie uczestnicy startują w dwóch kategoriach – tańca klasycznego i tańca współczesnego (contemporary dance z naciskiem na technikę modern dance) z podziałem na grupy wiekowe. Biorą w nim udział starsi uczniowie szkół baletowych, a więc młodzież z klas IV–IX w (13–19 lat). Do jury powoływani są uznani artyści – tancerze, choreografowie, dyrektorzy szkół i zespołów tanecznych działający w Polsce jak również poza granicami kraju (m.in. Emil Wesołowski – choreograf, wieloletni dyrektor baletu w Teatrze Wielkim-Operze Narodowej w Warszawie, Ewa Wycichowska – choreograf, dyrektor Polskiego Teatru Tańca, Marek Różycki – dyrektor artystyczny szkoły baletowej w Berlinie), a także przedstawiciele Sekcji Tańca Związku Artystów Scen Polskich. Wydarzenie trwa około tygodnia, składa się z kilku etapów odbywających się w salach szkoły baletowej w Gdańsku oraz na scenie Opery Bałtyckiej. Konkurs kończy koncert laureatów w Operze Bałtyckiej.
W 1997 r. Minister Kultury i Dziedzictwa Narodowego podjął decyzję o nadaniu Ogólnopolskiemu Konkursowi Tańca imienia Wojciecha Wiesiołłowskiego, jednego z najwybitniejszych polskich tancerzy.

## Grand Prix
Idea przyznawania Grand Prix podejmowała się wielokrotnie, staraniem dyrektora Bronisława Prądzyńskiego oraz przewodniczącego jury Emila Wesołowskiego został wybrany właściwy projektant. Grand Prix „Wojciech” oraz nagroda „Orfeusz” – konkursowe statuetki autorstwa Giennadija Jerszowa, przyznaje się dopiero od 2005 r. Dla uzyskania prawdopodobieństwa sylwetki Wojciecha Wiesiołłowskiego w roli Hamleta był zaproszony Andzej Marek Stasiewicz, długoletni pierwszy solista baletu Opery Narodowej w Warszawie, który pozował renomowanemu artyście, twórce wielu rzeźb dla instytucyj kultury, m.in. Stanisław Moniuszko dla Akademii Muzycznej w Gdańsku, Fryderyk Chopin dla Filharmonii Baltyckiej, Bronisława i Wacław Niżyński dla Teatru Wielkiego w Warszawie. W składzie jury znajdują się: od lat przewodniczący Emil Wesołowski – polski choreograf, artysta – rezydent Teatru Narodowego w Warszawie, balerina i pedagog Alicja Boniuszko, Daria Dadun, Barbara Sier-Janik, choreografka, maestrina własnych teatrów, Ewa Wycichowska, dyrektor artystyczny Bałtyckiego Teatru Tańca Izadora Weiss, Henryk Konwiński, dyrektor Polskiego Baletu Narodowego Krzysztof Pastor, Jacek Przybyłowicz.
Tancerzy również oceniają: Wiesław Dudek, Katarzyna Gdaniec, Henryk Konwiński, Marcin Kupiński, Marek Różycki, Dawid Trzensimiech, Sławomir Gidel, Kazimierz Wrzosek. Jurorzy mogą wręczyć Grand Prix dla artystycznej osobowości – jej laureat otrzyma statuetkę „Wojciecha”, przedstawiającą patrona konkursu. Zwycięzcy I miejsc w swoich kategoriach otrzymają statuetki „Orfeusza”.
Od 2019 roku funkcję Dyrektora konkursu objął Sławomir Gidel.

## Jury XX
- Emil Wesołowski – przewodniczący
- Wiesław Dudek
- Katarzyna Gdaniec
- Henryk Konwiński
- Marcin Kupiński
- Marek Różycki
- Barbara Sier-Janik
- Dawid Trzensimiech
- Kazimierz Wrzosek
- Ewa Wycichowska[6]

## Jury XXI
XXI Ogólnopolskiego Konkursu Tańca im. Wojciecha Wiesiołłowskiego w Gdańsku:
- Emil Wesołowski – przewodniczący

Choreograf, pedagog i reżyser, wieloletni dyrektor baletu w Teatrze Wielkim Operze Narodowej, obecnie etatowy choreograf Polskiego Baletu Narodowego w Teatrze Wielkim.
- Aleksandra Dziurosz – tancerka, choreografka, pedagog tańca współczesnego, profesor nadzwyczajny Uniwersytetu Muzycznego Fryderyka Chopina w Warszawie.
- Regina Kaupuža – łotewska tancerka, choreografka, dyrektor artystyczny Państwowej Szkoły Choreograficznej w Rydze.
- Javier Torres Lopez – pedagog tańca klasycznego i choreograf współpracujący z europejskimi teatrami operowymi, wybitny specjalista kubańskiej, amerykańskiej i europejskiej metody nauczania tańca klasycznego.
- Anna Nowak (tancerka) – tancerka i choreografka, występowała na najbardziej prestiżowych scenach w Europie, USA, Kanadzie, Meksyku, Australii i Azji. Prowadziła liczne Master Classes i warsztaty na całym świecie, ucząc zarówno baletu, jak i techniki tańca współczesnego.
- Krzysztof Nowogrodzki – tancerz solista w Stuttgart Ballet, Royal Danish Ballet, pedagog współpracujący między innymi z Stuttgart Ballet, Birmingham Royal Ballet, Royal Swedish Ballet, Ballet du Capitole in Toulouse (France) i National Ballet of Slovenia.
- Vera Potashkina – pedagog John Cranko Schule oraz Moskiewskiej Państwowej Akademii Choreografii[7].

## Laureaci konkursu 1959
- Alicja Boniuszko